# Гемофобия
Гемофобия (от др.-греч. αἷμα — кровь и φόβος — боязнь) — страх перед кровотечением, переливанием крови, кровавыми ранами, потерей крови, видом крови и кровяным давлением. Противоположностью фобии является гематофилия — сексуальное возбуждение от крови. Исследователи также объединяют страх перед кровью (гематофобия), травмами (травмофобия), инъекциями (трипанофобия) и хирургическим вмешательством (томофобия), говоря о «фобии кровавых ран». Гемофобия является одной из 30 наиболее часто встречаемых фобий наряду с социофобией, аэрофобией и арахнофобией и развивается чаще всего в детстве. Средний возраст начала гемофобии составляет 9,3 года для мальчиков и 7,5 лет для девочек. В одних исследованиях фобия крови и инъекций одинаково распространена как среди мужчин, так и среди женщин, в то время как в других наблюдается тенденция к преобладанию фобии у женщин.

## Симптомы
Некоторые не заявляют о проблеме боязни крови в ее разных проявлениях, однако, столкнувшись с видом своей или чужой крови, могут закрыть глаза, отшатнуться и даже упасть в обморок. Обморок при виде крови чаще всего объясняется чрезмерной вазовагальной реакцией — возникшей в ходе эволюции реакции, которая замедляет частоту сердцебиений и понижает кровяное давление. Следовательно, кровь приливает к ногам и в мозг поступает меньше крови и кислорода. Человек испытывает головокружение, слабость, расстройство сознания. Подобная реакция может произойти также, если человек, страдающий от гемофобии, увидит кровь, например, в военной сцене или просто представит, как кто-то истекает кровью. Гемофоб может оказаться в шоковом состоянии при появлении кровотечения или сильной боли от травмы. Степень шока при этом часто непропорциональна фактической потере крови. В этом случае атоническая и парасимпатическая реакция является своеобразным рефлексом, необходимым для того чтобы минимизировать нежелательные последствия травмы. В одном из исследований были описаны физиологические реакции при фобиях крови: первоначальной реакцией гемофобов, которые должны были увидеть фильм с элементами насилия и кровавыми сценами, было увеличение частоты сердечных сокращений и артериального давления. Непосредственно до и во время фильма произошло резкое падение частоты сердечных сокращений и артериального давления. Примерно одна четверть гемофобов в этом исследовании потеряли сознание или были близки к этому. Однако гемофобу это может пойти на пользу: существует гипотеза о том, что потеря сознания при виде крови может являться защитным биологическим механизмом, который в случае реальной травмы не позволяет человеку сделать что-либо, что может спровоцировать дальнейшую потерю крови.

## Симптомы у детей
Дети, страдающие гемофобией, могут резко заплакать, спрятаться, отказаться оставить родителей или близкого человека рядом с кровью или тем, что может быть связано с ней косвенным образом; возможны внезапные истерики.

## Причины фобии
Зачастую невозможно определить причину возникновения страха крови. В 1989 году в «Энциклопедии фобий, страхов и тревожных расстройств» были процитированы слова доктора Бенджамина Раша о гемофобии: «В каждом человеческом существе присутствует врожденный страх перед видом крови, объясняющийся, возможно, необходимостью предохраняться от получения ран или запретом наносить раны окружающим». Одной из возможных причин может являться генетическая предрасположенность, пережитая ранее травма, прямо или опосредованно связанная с кровью; наличие чрезмерно заботливых или имеющих генерализованное тревожное расстройство родителей или воспитателей также может спровоцировать развитие гемофобии.
Известно, что Николай II страдал гемофобией вследствие того, что у его сына Алексея была гемофилия — наследственная болезнь, связанная с нарушением свёртывания крови.

## Лечение
1. В Швеции было проведено исследование среди 30 пациентов, страдающих гемофобией, которое показало, что в 60 % случаев пациенты смогли избавиться от фобии после одного двухчасового терапевтического сеанса с использованием метода «прикладного напряжения», суть которого заключается в том, что терапевт обучает клиента психосоматически повышать свое кровяное давление и частоту сердцебиений. При данной терапии вероятность, что пациент упадет в обморок при виде крови, снижается. Через год после прохождения лечения было вновь проведено обследование среди пациентов и успешное излечение было подтверждено[1];
2. Экспозиционная терапия;
3. Когнитивная терапия;
4. Релаксация;
5. В тяжелых случаях может быть назначено медикаментозное лечение[3].

## Альтернативные точки зрения
Один из самых известных сторонников кровопускания Бенджамин Раш полагал, что важные медицинские препараты чаще всего являются неприятными на вкус. Это позволяет людям избегать их частого или чрезмерного употребления, к примеру, в качестве приправы или диетической добавки. Точно так же кровопускание как эффективное средство лечения «охраняется» страхом крови, сопровождающим его применение. По мнению Раша, каким бы непопулярным этот метод ни был, он не противоречит природе, поскольку «она освобождает себя от угнетения внезапными выделениями крови из носа или из других частей тела». Возражения против кровопускания, таким образом, основываются в большей степени на страхе, чем на здравых аргументах.

## Влияние на общество
Фобия крови считается в некоторых случаях тяжелой и может угрожать функционированию «нормальной» жизни человека, например, при таких процедурах, как срочная операция, переливание крови, инъекции инсулина, посещение стоматолога. Гемофобы могут избегать тесного общения с больными, отказаться от привлекательной карьеры врача, от госпитализации, не смотреть телевизор или не читать газеты о различных травмах и происшествиях. Женщины, страдающие тяжелой фобией крови, могут отказываться от беременности из-за боязни крови, обследования и медицинских процедур, связанных с родами.
Кроме того, гемофобы часто становятся вегетарианцами, которые боятся приобретать мясо или другие органы животных.